# Čchang-e 4
Čchang-e 4 je čínská lunární průzkumná mise, jejímž cílem je dosáhnout prvního měkkého přistání na odvrácené straně Měsíce. Provozovatel a hlavní dodavatel je CNSA. Sonda byla vypuštěna 7. prosince 2018.
Sonda na Měsíci přistála 3. ledna 2019 ve 2:26 UTC na souřadnicích 45,5° s. š. 177,6° v. d. V tomto místě je kráter Von Kármán, který má průměr 180 kilometrů.